# Sthelota sana
Sthelota sana là một loài nhện trong họ Linyphiidae.
Loài này thuộc chi Sthelota. Sthelota sana được Octavius Pickard-Cambridge miêu tả năm 1898.